# Übereinkommen über die Anwendung gesundheitspolizeilicher und pflanzenschutzrechtlicher Maßnahmen
Das Übereinkommen über die Anwendung gesundheitspolizeilicher und pflanzenschutzrechtlicher Maßnahmen, kurz SPS-Abkommen (Englisch Agreement on the Application of Sanitary and Phytosanitary Measures oder SPS Agreement) ist ein Abkommen der Welthandelsorganisation, welches die Zulässigkeit von Maßnahmen zum Schutz der Gesundheit von Menschen, Tieren und Pflanzen vor gewissen Risiken (sogenannte sanitäre und phytosanitäre Maßnahmen) regelt. In der deutschen Übersetzung sind auch WTO-Abkommen über Sanitäre und Phytosanitäre Maßnahmen und SPS Übereinkommen üblich.

## Geschichte
Das Abkommen wurde während der Uruguay-Runde des Allgemeinen Zoll- und Handelsabkommens (GATT) verhandelt und trat am 1. Januar 1995 in Kraft. Das Hauptziel des GATT war und ist der Abbau von Zöllen, das SPS Agreement ist der Versuch Handelshemmnisse, die nicht Zölle sind (sogenannte Non-tariff barriers, NTBs) abzubauen, hauptsächlich den Abbau nationaler Differenzen bei technischen Standards, während man das Recht einer Regierung seine Bevölkerung vor Erregern zu schützen, bewahrt.
Das Abkommen steht im Zusammenhang mit dem TBT Agreement, welches ebenfalls den Abbau von NTBs regelt.

## Rechtliche Bestimmungen

### Generelle Bestimmungen
In Artikel 1 regelt was als SPS Maßnahme gilt. Dabei ist der Anwendungsbereich des Abkommens auf die Maßnahmen beschränkt, die direkt oder indirekt den internationalen Handel beschränken. Eine SPS Maßnahme ist eine Handlung oder Regelung, die zum Schutz des Lebens oder der Gesundheit von Tieren oder Pflanzen im Gebiet des Mitglieds vor Gefahren,
- die durch die Einschleppung, das Auftreten oder die Verbreitung von Schädlingen, Krankheiten, krankheitsübertragenden oder krankheitsverursachenden Organismen entstehen,
- die durch Zusätze, Verunreinigungen, Toxine oder krankheitsverursachende Organismen in Nahrungsmitteln, Getränken oder Futtermitteln entstehen,
- die durch von Tieren, Pflanzen oder Waren daraus übertragene Krankheiten oder durch die Einschleppung, das Auftreten oder die Verbreitung von Schädlingen entstehen,
- die durch die Einschleppung, das Auftreten oder die Verbreitung von Schädlingen entstehen.

### Rechte und Pflichten der Mitgliedsstaaten
Artikel 2 regelt die generellen Pflichten und Rechte der Mitgliedsstaaten der WTO. Dabei haben die Staaten das Recht SPS Maßnahmen zu ergreifen, sofern sie nicht mit den Regeln des SPS Agreements kollidieren. Es gibt dabei die Pflicht alle Maßnahmen auf wissenschaftlichen Erkenntnissen zu basieren und die Maßnahmen dürfen keine ungerechtfertigte Diskriminierung oder eine verschleierte Handelsrestriktion erzeugen.
Dem WTO Sekretariat sind die SPS Maßnahmen mitzuteilen.

### Harmonisierung
Artikel 3 ist die Norm des Abkommens zur Harmonisierung von internationalen Standards. Die erste Verpflichtung von Mitgliedsstaaten des Abkommens ist es, als Grundlage ihrer SPS Maßnahmen internationale Standards, Regelwerke und Empfehlungen zu benutzen. Wenn die Maßnahmen eines Staates diesen Standards entsprechen, werden sie als notwendig erachtet zum Schutz menschlichen, tierischen oder pflanzlichen Lebens oder Gesundheit. Dies ist insbesondere relevant für die generelle Rechtfertigung für Maßnahmen von Artikel XX(b) GATT 1994. Mitglieder dürfen höhere Standards einführen, wenn eine spezielle Risikoanalyse innerhalb der Regeln von Artikel 5 sie dazu veranlasst.
Paragraph 4 des Artikels beschreibt, dass Mitgliedsstaaten sich in verschiedenen Organisationen betätigen sollen, nämlich der der Codex Alimentarius Kommission, der Weltorganisation für Tiergesundheit und das Sekretariat des Internationalen Pflanzenschutzübereinkommens. Die Standards dieser Organisation sind die Referenzstandards des Abkommens.

### Committee on Sanitary and Phytosanitary Measures
Artikel 12 regelt die Einrichtung eines Committee on Sanitary and Phytosanitary Measures. Es ist unter anderem beauftragt die Einhaltung der Regelungen des Abkommens zu überwachen und den Prozess der Harmonisierung internationaler Standards zu überblicken. Das Komitee soll sich mit anderen Organisationen im Themengebiet des SPS Agreements austauschen, insbesondere der Codex Alimentarius Kommission, der Weltorganisation für Tiergesundheit und das Sekretariat des Internationalen Pflanzenschutzübereinkommen.
Das Komitee kann weiterhin an den Rat für den Handel mit Waren Vorschläge für eine Ergänzung des  Textes des Abkommens einreichen.

### Besondere Regelungen für Entwicklungsländer
In Artikel 10 ist geregelt, dass Entwicklungsländer zu berücksichtigen sind, wenn ein Mitgliedsstaat SPS Maßnahmen erlässt und Mitgliedsstaaten sollen den Zugang und die Mitarbeit von Entwicklungsländern in internationalen Organisationen in diesem Gebiet fördern.
Artikel 14 regeln Ausnahmen der Geltung für Entwicklungsländer (developing countries) und unterentwickelte Länder (least-developed countries). Gewisse Regelungen des Abkommens gelten für diese Länder erst nach einigen Jahren.

### Andere Regelungen
Artikel 4 regelt, dass ein importierender Staat die Maßnahmen eines exportierenden Staates als gleichwertig anerkennen muss, wenn diese den vom importierenden Staat gesetzten Schutzniveau entsprechen.
Mitgliedsstaaten dürfen ihre SPS Maßnahmen nur aufgrund von Beurteilungen erlassen, die sich auf international anerkannte Standards beziehen. Insbesondere verlangt Artikel 5 dabei, dass das spezielle Risiko für menschliches, tierisches oder pflanzliches Leben oder Gesundheit eingeschätzt wird.
Der 6. Artikel gibt Mitgliedsstaaten die Möglichkeit von den Verpflichtungen des Abkommens abzuweichen wenn dies aufgrund regionaler Besonderheiten, wie dem Ausbruch einer Krankheit, sinnvoll erscheint.
In Artikel 9 ist geregelt, dass Mitgliedsstaaten eine gewisse Pflicht haben andere Staaten zu unterstützen, damit diese auch ein gewisses sanitäres und phytosanitäres Niveau erreichen. Dies kann die Bereitstellung von Technologien, Recherche und Infrastruktur beinhalten.
Spezielle Regelungen zu Konsultationen und dem Streitbeilegungsprozess stehen in Artikel 11, insbesondere zur Beteiligung von Experten.

## Fälle
Im Rahmen der Streitbeilegung der WTO gab es bereits einige prominente Fälle. Dabei sind die Themen der Fälle zum einen der Umgang mit genveränderten Pflanzen und das Untermischen von Hormonen in das Futter von Tieren. Mit Stand März 2022 gab es 52 Fälle im Streitbeilegungsverfahren der WTO. Ein bekannter Fall war beispielsweise der Fall EC – Hormones. Der erste Fall war Korea — Measures Concerning the Testing and Inspection of Agricultural Products.